# Jaskinia Wołoszyńska Niżnia
Jaskinia Wołoszyńska Niżnia (Wołoszyńska Dolna, Wołoszyńska Jaskinia) – jaskinia w Dolinie Białki w Tatrach Wysokich. Wejście do niej znajduje się we wschodnim zboczu Wołoszyna 20 metrów poniżej Jaskini Wołoszyńskiej Wyżniej na wysokości 1130 metrów n.p.m. Długość jaskini wynosi 46,4 metra, a jej deniwelacja 15,7 metra.

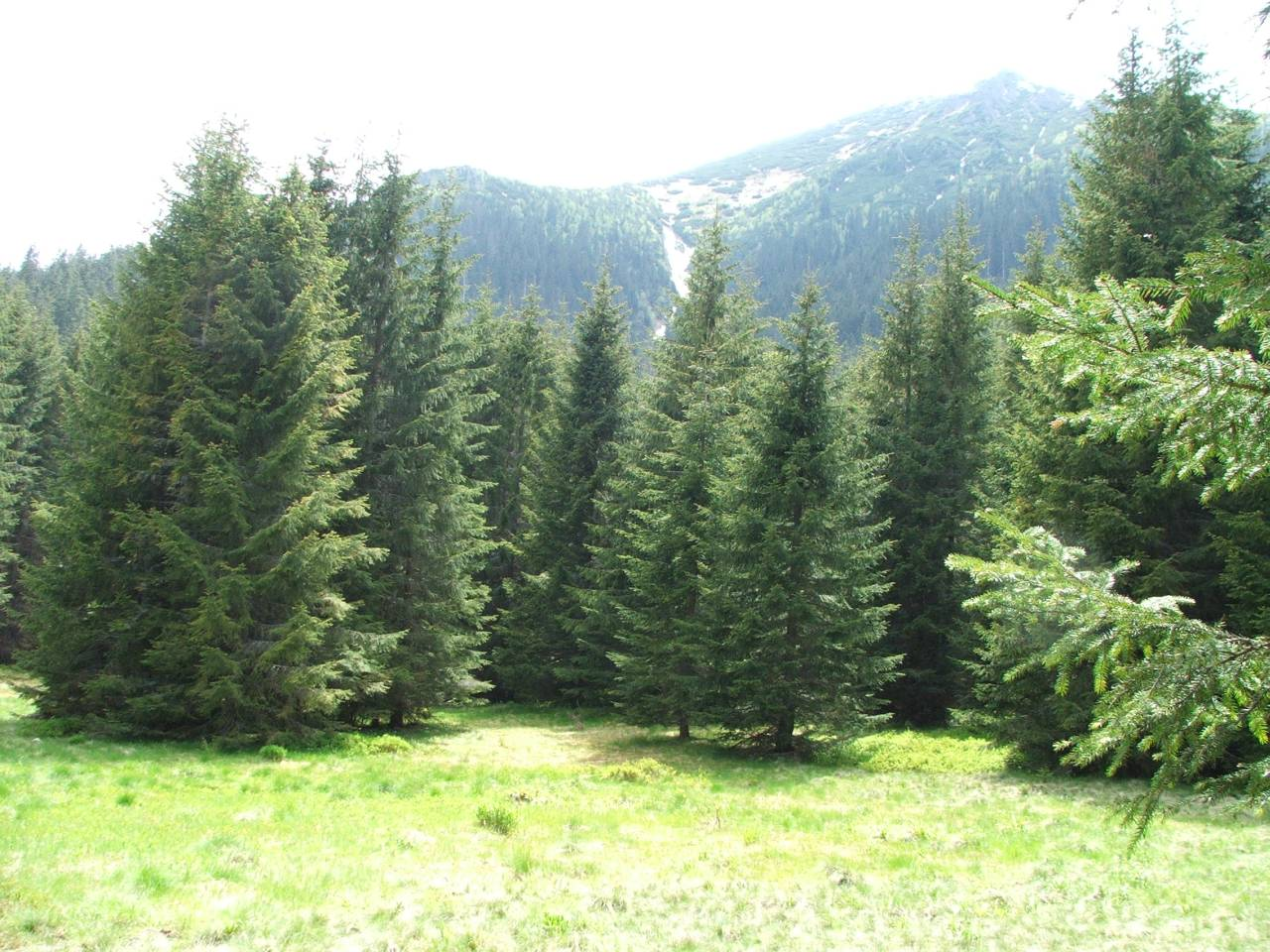
Polana pod Wołoszynem. Na wprost zbocza Wołoszyna

## Opis jaskini
Główną częścią jest ciąg prowadzący od niewielkiego otworu wejściowego rozdzielający się w pewnym momencie na dwa prawie równoległe ciągi (dolny i górny), które łączą się przy końcu jaskini. 
Jaskinia zaczyna się krótkim korytarzykiem doprowadzającym do niewielkiej sali (5 metrów długości, 3 metry szerokości).
W bok odchodzi tu szczelinowy korytarz prowadzący do 4-metrowej studni i kończący się dalej niedostępną szczeliną.
Ciąg główny idzie natomiast z sali do stromej pochylni. Tutaj rozdziela się: 
- górny ciąg prowadzi pochylnią do góry i  po 8 metrach doprowadza nad 4-metrową studzienkę.
- dolny ciąg jest meandrem, który dochodzi do 2,7-metrowego progu kończącego się na dnie tej studzienki

Trawersując nad studzienką można wejść do szerokiego, idącego stromo w górę 9-metrowego korytarza kończącego się  zawaliskiem.
Ze ściany nad studzienką wypływa woda i spada do studzienki tworząc wodospad, a na dnie małe jeziorko. Z niego bierze początek ciek wodny płynący znajdującym się tam bocznym, krótkim korytarzem kończącym się niedostępną szczeliną.

## Przyroda
W jaskini można spotkać niewielkie stalaktyty. Roślinność nie występuje. Tylko w okolicach otworu rosną glony, porosty i mchy. 

## Historia odkryć
Jaskinię odkrył A. Michalik w 1950 roku. Pierwszy jej plan, który nie został jednak opublikowany, sporządził Stefan Zwoliński w 1952 roku.